# Blu Cantrell
Blu Cantrell (Providence, Rhode Island; 16 de marzo de 1976) es una cantautora estadounidense de R&B y música soul .
Cantrell saltó a la fama en 2001, con el lanzamiento de su primer sencillo, «Hit 'Em Up Style (Oops!)» que alcanzó el puesto número dos en el Billboard Hot 100 de Estados Unidos y encabezó Mainstream Top 40 de dicho país, junto con las listas de la mayoría de los países donde su álbum de debut, So Blu, se lanzó. Tal sencillo le permitió recibir dos nominaciones al Premio Grammy a la mejor interpretación vocal de R&B femenina y a la mejor canción R&B. Más tarde, en 2003, lanzó su segundo álbum, Bittersweet, por el que fue nominada a un Premio Grammy al mejor álbum de R&B y que incluyó el sencillo «Breathe» con Sean Paul, listado en los European Hot 100 Singles y en el UK Singles Chart durante cuatro semanas consecutivas.

## Discografía

### Álbumes de estudio
| Título      | Detalles del álbum                                                                                                   | Máxima posición en listas | Máxima posición en listas | Máxima posición en listas | Máxima posición en listas | Máxima posición en listas | Máxima posición en listas | Certificaciones |
| Título      | Detalles del álbum                                                                                                   | US                        | US R&B                    | FRA                       | NL                        | SWI                       | UK                        | Certificaciones |
| ----------- | --- | ------------------------- | ------------------------- | ------------------------- | ------------------------- | ------------------------- | ------------------------- | --------------- |
| So Blu      | - Fecha de lanzamiento: 31 de julio de 2001 - Sello discográfico: Arista - Formatos: CD, descarga digital, LP        | 8                         | 5                         | —                         | —                         | —                         | —                         | - RIAA: Oro     |
| Bittersweet | - Fecha de lanzamiento: 21 d junio de 2003 - Sello discográfico: Arista Records - Formatos: CD, descarga digital, LP | 37                        | 8                         | 91                        | 71                        | 82                        | 20                        |                 |

### Álbumes compilatorios
| Título                                                | Detalles del álbum |
| ----------------------------------------------------- | --- |
| Hit 'Em Up Style: Chart and Club Hits of Blu Cantrell | - Fecha de lanzamiento: 26 de julio de 2005 - Sello discográfico: Arista Records - Formatos: CD, descarga digital, LP |

### Remezclas
| Título            | Detalles de la remezcla                                                                                |
| ----------------- | --- |
| From L.A. to L.O. | - Fecha de lanzamiento: 2004 - Sello discográfico: Arista Records - Formatos: CD, descarga digital, LP |

## Sencillos

### Como artista principal
| «Hit 'Em Up Style (Oops!)»                                                             | 2001 | 2  | 1  | 3  | 46 | 60 | 37 | 10 | 35 | 77 | 12 | - ARIA: Oro            | So Blu      |
| «I'll Find a Way»                                                                      | 2001 | —  | —  | —  | —  | —  | —  | —  | —  | —  | —  |                        | So Blu      |
| «Till I'm Gone»                                                                        | 2002 | —  | —  | —  | —  | —  | —  | —  | —  | —  | —  |                        | So Blu      |
| «Breathe» (junto a Sean Paul)                                                          | 2003 | 70 | 36 | 8  | 22 | 7  | 1  | 4  | 14 | 5  | 1  | - ARIA: Oro - BPI: Oro | Bittersweet |
| «Make Me Wanna Scream» (featuring Ian Lewis)                                           | 2004 | —  | —  | 62 | —  | 58 | 33 | —  | —  | 60 | 24 |                        | Bittersweet |
| "—" denota que el sencillo no apareció en listas o no fue lanzado en dicho territorio. |      |    |    |    |    |    |    |    |    |    |    |                        |             |

### En colaboración
| Título                                     | Año  | Máxima posición en listas | Álbum                                           |
| Título                                     | Año  | US R&B                    | Álbum                                           |
| ------------------------------------------ | ---- | ------------------------- | ----------------------------------------------- |
| «Round Up» (Lady May junto a Blu Cantrell) | 2002 | 93                        | May Day and Bittersweet (International Edition) |

## Bandas sonoras
| Año  | Canción                        | Película               |
| ---- | ------------------------------ | ---------------------- |
| 2002 | «It's Killing Me (In My Mind)» | Bad Company (película) |

## Apariciones como invitada
| Año  | Canción                                        | Álbum              |
| ---- | ---------------------------------------------- | ------------------ |
| 2001 | «U Remind Me» (Remix) (con Usher y Method Man) | U Got It Bad       |
| 2001 | «Come My Way» (con Chauncey Black)             | Canción sin álbum  |
| 2004 | «Take My Heart» (Kool & the Gang)              | The Hits: Reloaded |
| 2008 | «They Must Not Know» (RAW & Anonymous)         | Worth the Weight   |
| 2008 | «Feeling Good» (RAW & Anonymous)               | Worth the Weight   |